# Nadine Capellmann
Nadine Capellmann (ur. 9 lipca 1965 w Würselen) – niemiecka jeźdźczyni sportowa. Dwukrotna złota medalistka olimpijska.
Startuje w ujeżdżeniu. Brała udział w dwóch igrzyskach i dwukrotnie zdobywała złoto w drużynie (2000, 2008) Wielokrotnie stawała na podium mistrzostw świata (złoto indywidualnie w 2002), zdobywała tytuły mistrza kraju (1999, 2001, 2002).

## Starty olimpijskie (medale)
Sydney 2000
- konkurs drużynowy (na koniu Farbenfroh) -  złoto

Pekin 2008
- konkurs drużynowy (Elvis Va) -  złoto